# Ola Kamara
Ola Williams Kamara (* 15. Oktober 1989 in Oslo) ist ein norwegischer Fußballspieler.

## Karriere
Kamara erlernte das Fußballspielen in seiner Heimatstadt bei dem einstigen norwegischen Erstligisten und mehrmaligen Cupgewinner Frigg Oslo FK, von dem er 2005 zu Stabæk Fotball wechselte. Um Spielpraxis zu sammeln, wurde das Talent für die Spielzeit 2007 an Hønefoss BK verliehen. In der Spielzeit 2008 errang sein Team den norwegischen Meistertitel, ohne dass er im Kader eine bedeutende Rolle gespielt hätte. Zur Spielzeit 2009 wurde der Stürmer zum Ligakonkurrenten Strømsgodset Toppfotball transferiert. Hier reifte er zum Stammspieler und wurde in der Spielzeit 2012 norwegischer Vizemeister, wozu er selbst mit zwölf Toren beigetragen hatte. Zur Rückrunde der Saison 2012/13 verpflichtete ihn der österreichische Verein SV Ried, verlieh ihn jedoch gleich bis Saisonende an den deutschen Zweitligisten TSV 1860 München. Er kam zehnmal für die Sechzger in der 2. Bundesliga zum Einsatz, fünfmal spielte er für die U-23 in der Regionalliga Bayern.
Die zweite Hälfte des Jahres 2013 verbrachte der Mittelstürmer erneut in seiner Heimat bei Strømsgodset, wo er zu seinem alten Torriecher zurückfand. Am 27. Januar 2014 wurde der Wechsel von Kamara zum FK Austria Wien bekanntgegeben. Seinen ersten Einsatz für die Austria hatte er ausgerechnet im Wiener Derby auswärts bei Rapid Wien am 22. Spieltag, als der Norweger in der 78. Minute für Philipp Hosiner eingewechselt wurde.
Nachdem er zuvor an den Molde FK verliehen worden war, wechselte er im Februar 2016 in die Vereinigten Staaten zur Columbus Crew. Im Januar 2018 wechselte er zur LA Galaxy und ein Jahr darauf, nach kurzem Gastspiel in China beim FC Shenzhen, zu DC United. Zum Ende der Saison 2022 wurde sein Vertrag dort nicht verlängert.
Nachdem Kamara für kurze Zeit ohne Verein war, unterschrieb er Ende März 2023 einen Vertrag beim schwedischen Verein BK Häcken mit einer Laufzeit bis zum Ende der Saison 2024. Im März 2024 folgte ein weiterer Transfer zu Vålerenga Oslo.

## Nationalmannschaft
Nach Einsätzen in den U 17-, U 18- und U 23-Nationalmannschaften bestritt Kamara sein erstes Länderspiel für die A-Nationalmannschaft am 11. Oktober 2013 bei einem Qualifikationsspiel zur Weltmeisterschaft 2014 gegen Slowenien. Nach insgesamt sieben Länderspielen in 2013 und 2014 wurde er erst am 11. November 2017 in einem Freundschaftsspiel gegen Nordmazedonien wieder eingesetzt. Nach weiteren neun Länderspielen wurde er seit Juni 2019 nicht mehr in die Nationalmannschaft berufen.

## Erfolge
Stabæk Fotball
- norwegischer Meister: 2008

Strømsgodset IF
- norwegischer Meister: 2013
- Gewinner norwegischer Fußballpokal: 2010

BK Häcken
- Schwedischer Pokalsieger: 2023